# Роздражевский, Яцек
Яцек Николай Гиацинт Роздражевский (умер в августе 1651 года) — военный Речи Посполитой, подполковник войск великопольских, затем полковник коронных войск в 1648—1651 годах, участник военных кампаний против восставших украинских казаков.

## Биография
Представитель польского шляхетского рода Роздражевских герба «Долива». Происходил из ветви Роздражевских на Нове-Място-над-Вартоне, сын Войцеха Раздражевского и Эльжбеты Пержхлинской, внук Войцеха Роздражевского из Славска.
С 1624 по 1626 год (после смерти отца) Яцек находился под опекой своих родственников, каштеляна мендзыжечского Иеронима Роздражевского, старосты одолянувского Яна Роздражевского и матери. Он учился в Академии Любранского в Познани (1623—1628), а после 1633 года выехал в Германию, где поступил на военную службу и участвовал в Тридцатилетней войне. После возвращения на родину он обратил на себя внимание короля Владислава IV, который планировал использовать его военный опыт в намечавшейся войне против Турции.
В 1648 году в начале восстания под предводительством Богдана Хмельницкого Яцек Роздражевский получил приказ собрать в Великопольше полк из 500 драгун. Однако, не известно достоверно, об участии полка подполковника Яцека Роздражевского в битве под Пилявцами в 1648 году. В 1649 году полк Роздражевского входил в состав дивизии региментария Анджея Фирлея. В июле-августе 1649 года полк Роздражевского отличился во время обороны Збаража.
В 1651 году Яцек Роздражевский командовал пехотным полком (1200 чел.), в том числе завербованных в Великопольше. Он принял участие в военной кампании гетмана польного коронного Мартына Калиновского, где участвовал в боях под Красным, Винницей и Каменец-Подольским. Во время этой кампании полк Я. Роздражевского потерял около 600 жолнеров. На смотре в Сокале в полку из 1200 осталось только 619 жолнеров, способных воевать.
В июне 1651 года в битве под Берестечком Яцек Роздражевский со своим полком сражался под личным командованием короля Яна Казимира Вазы. Несколько дней спустя, 4 июля, во время нападения на казацкий лагерь Роздражевский в результате огня противника под ним была убита лошадь, но он сам остался в живых.
В результате напряженной военной кампании Яцек Роздражевский заболел. В середине июля он покинул королевскую армию и уехал в Любартов, где скончался в начале августа 1651 года.